# František Frendlovský
František Frendlovský (9. května 1912 Žďár na Sázavou - 2006) byl český vysokoškolský pedagog, bývalý děkan Pedagogické fakulty Masarykovy univerzity a krajský funkcionář Komunistické strany Československa. Zabýval se historií a vědeckým ateismem.

## Život
Vystudoval Reálné gymnázium ve Žďáře na Sázavou. Od roku 1945 působil jako pracovník Výzkumného ústavu pedagogického v Brně. Po únoru 1948 působil jako tajemník referenta Zemského národního výboru pro oblast školství. Od roku 1959 byl vedoucím katedry historie. Habilitoval se v roce 1960 a profesorem pro obor pedagogika byl jmenována v roce 1970. Současné působil na různých funkcích v Krajském výboru KSČ, například působil jako předseda ateistické sekce. Z pozice člena ústředí Socialistické akademie v Praze přednášel po celé republice o vědeckém ateismu. V roce 1964 byl jmenován děkanem Pedagogické fakulty UJEP v Brně. V roce 1968 byl členem komise, která projednávala změnu názvu Univerzity Jana Evangelisty Purkyně zpět na Masarykovu univerzitu.
V době normalizace se podílel na čistkách v učitelském sboru pedagogické fakulty, mezi osobnostmi, které v té době museli s Frendlovského přičiněním odejít, byl například Zdeněk Kožmín.